# All Saints Church (Little Somborne)
Koordinaten: 51° 5′ 30,8″ N, 1° 27′ 20,5″ W

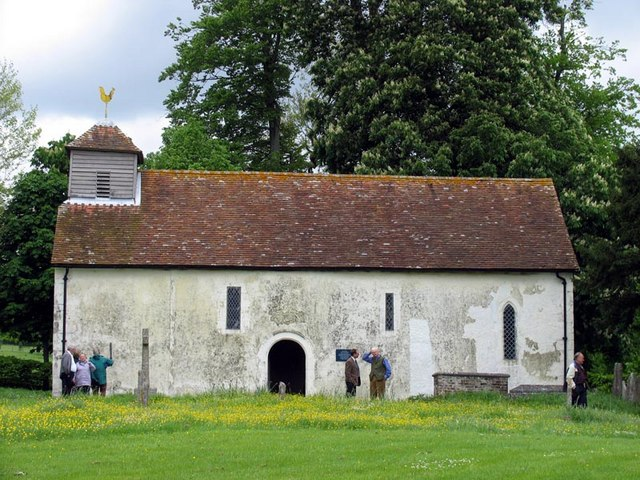
All Saints Church, Little Somborne, von Süden

Die All Saints Church in Little Somborne ist ein redundantes Kirchengebäude der anglikanischen Kirche im Weiler Little Somborne in Hampshire, England. Sie wurde am 29. Mai 1957 von English Heritage als ein Listed Building im Grade II* eingestuft, und wird vom Churches Conservation Trust unterhalten. Die Kirche liegt etwa sieben Kilometer südöstlich von Stockbridge, auf der Ostseite der Landstraße A3057.

## Geschichte
Die All Saints Church hat ihren Ursprung in angelsächsischer Zeit und ist im Domesday Book verzeichnet. Das ursprüngliche Bauwerk hat ein Kirchenschiff und einen Altarraum, doch 1170 wurde der Altarraum entfernt und das Kirchenschiff nach Osten hin erweitert. Sodann wurde ein sehr kleiner Altarraum im Osten hinzugefügt. Er wurde im 17. Jahrhundert entfernt und der Bogen wurde mit einer Mauer gefüllt, in die ein Fenster eingesetzt wurde.

## Architektur
Die Kirche ist aus gebrochenem Feuerstein gebaut, die Wande sind vermörtelt und mit Farbe getüncht. Das Dach ist mit Ziegeln gedeckt. Der Grundriss besteht aus einem einteiligen Kirchenschiff und Altarraum, der Glockenstuhl an seinem westlichen Ende ist bretterverschalt. Am östlichen Ende, innerhalb des früheren Altarraumbogens, befindet sich ein Fenster mit drei rechteckigen Fensteröffnungen, darüber sind zwei Lanzettfenster in die Wand eingelassen. In der Nordmauer zum Altarraum ist ein schmales Fenster aus dem zwölften Jahrhundert erhalten, westlich davon liegt eine heute zugemauerte Tür aus derselben Periode. Ebenfalls in der nördlichen Mauer ist ein Abschnitt mit Pilastern im angelsächsischen Stil aus Binstead auf der Isle of Wight. In der Südmauer des Altarraumes ist ein Lanzettfenster aus dem 13. Jahrhundert eingelassen und westlich davon zwei rechteckige Fenster mit schmalen Öffnungen. Dazwischen befindet sich der Eingang mit einem runden Torbogen im Norman Style. Das westliche Fenster stammt aus dem 14. Jahrhundert und hat zwei Öffnungen mit Dreiblatt und darüber liegt ein Vierblatt.
Der Putz wurde im Innern des Gebäudes von den Wänden entfernt und der Fußboden wurde teilweise durch Steinplatten ersetzt. An der Südseite des Kanzelbogens ist eine kleine Mauernische mit Rundbogen eingelassen. Das Taufbecken stammt aus dem 19. Jahrhundert.

## Kirchhof
Im Kirchhof befindet sich das Grab von Thomas Sopwith, einem Pionier der Luftfahrt, der das Sopwith Camel entwickelte und 1989 verstarb.